# Nybohovs vattenreservoar

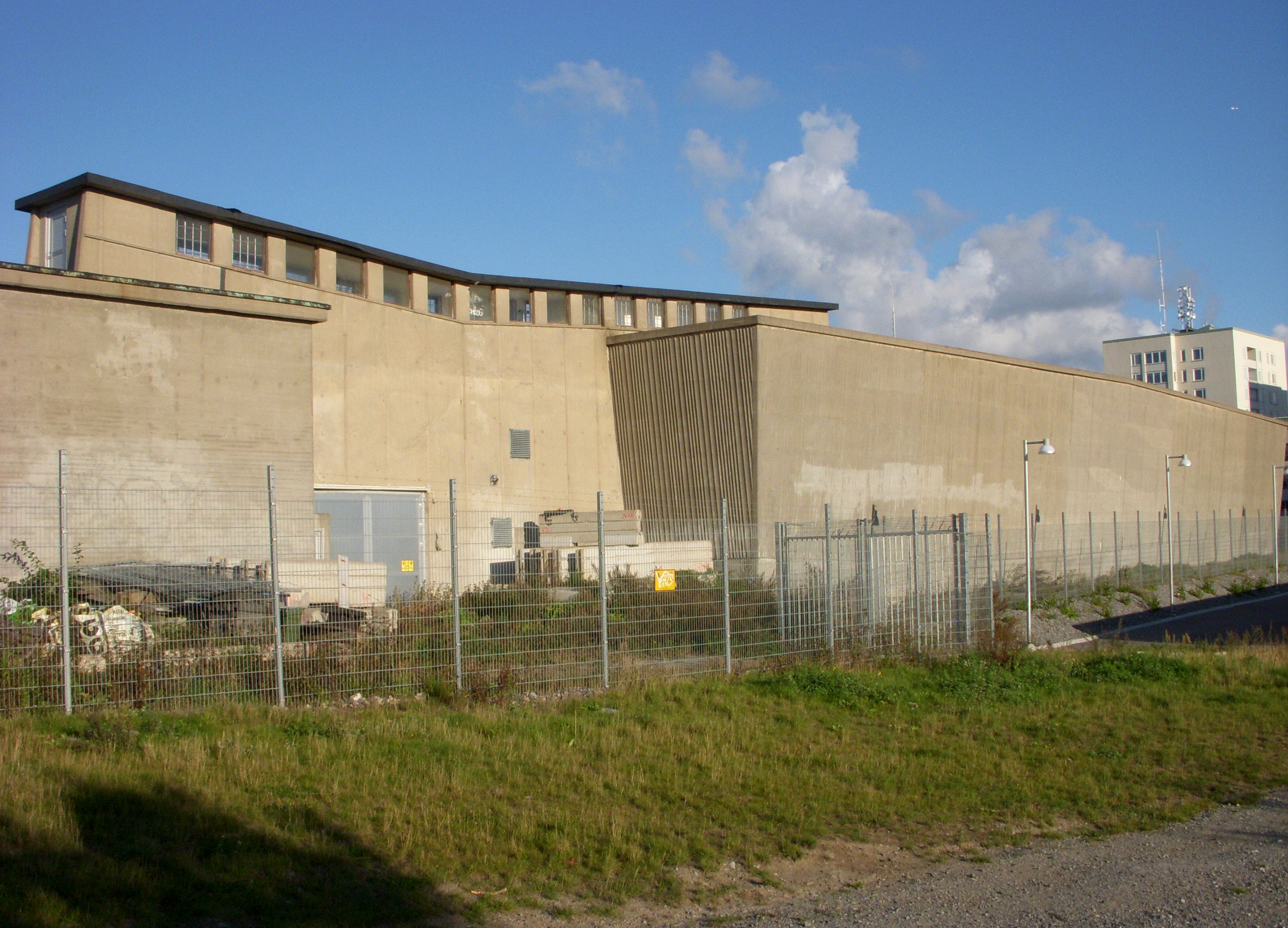
Nybohovsreservoaren fasad mot väst, 2010

Nybohovs vattenreservoar är en vattenreservoar i stadsdelen Liljeholmen i Stockholm. I samband med att Nybohovsberget, där reservoaren är belägen, bebyggdes med höghus under slutet av 1950-talet inleddes en större ombyggnad av anläggningen. 1957 och 1963 revs den ursprungliga Trekantsreservoaren för att ge plats åt en större. Nybohovsreservoaren rymmer idag 72 200 m³.
Trekantsreservoaren hade sitt namn efter sjön Trekanten som ligger i närheten. Trekantsreservoaren var en del av ett stort infrastrukturprojekt som byggdes åren 1901 till 1904 och omfattade Norsborgs vattenverk samt diverse ledningsdragningar, bland annat Huvudvattenledning Norsborg-Stockholm.

## Reservoaren

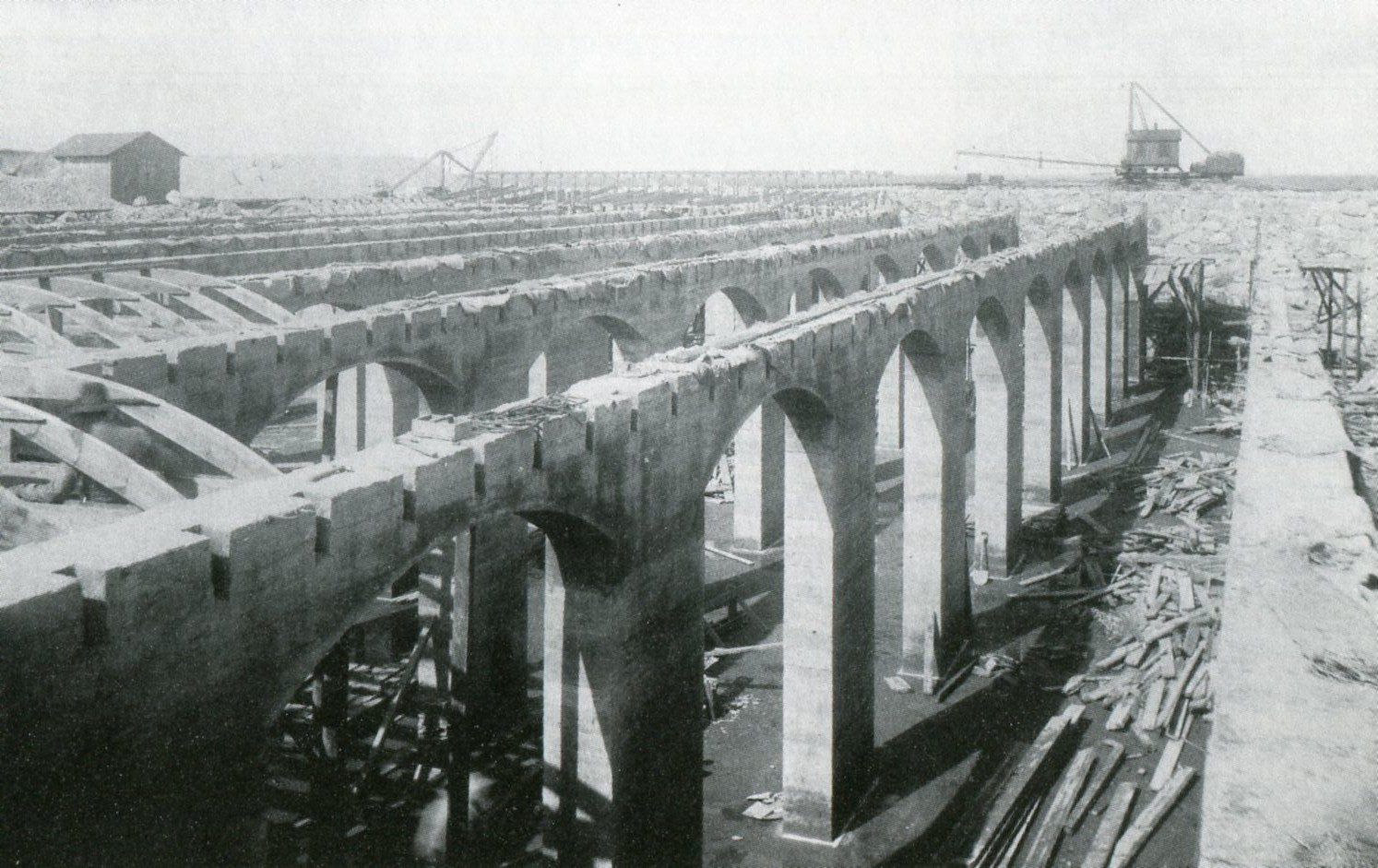
Trekantsreservoarens betongkonstruktion

I juli 1900 började byggarbetena för Trekantsreservoaren med sprängningar av den stora bassängen på Nybohovsberget. Närmare 40 000 m3 berg sprängdes ut. Till sin hjälp hade man två ångdrivna kranar och för materialtransporterna upp till berget hade man byggt en provisorisk linbana på cirka en kilometer längd som förde material tvärs över sjön Trekanten till lossningsbryggan vid Liljeholmsviken.
Själva reservoaren konstruerades som en jättelik jordkällare i betong. En serie betongvalv bar upp en takkonstruktion, även den av betong. Ovanpå lades grus och matjord. Den enda byggnadsdelen som blev synlig var utloppskammarens tornbyggnad i granit liknande en medeltida fästning, som fortfarande står kvar på sin gamla plats.
I januari 1904 fylldes Trekantsreservoaren med vatten från Årstaverket sedan ledningen via Hornsgatan och Liljeholmsviken blivit färdig. Reservoaren dimensionerades för en vattenmängd som motsvarade 20% av Stockholms dygnsförbrukning. 1913 tillbyggdes anläggningen som då fick sin slutgiltiga omfattning. 1957 och 1963 revs båda reservoarer och ersattes av större anläggningar. Dessa är dock bara delvis nedgrävda i Nybohovsberget och reser sig som två stora betongklossar över landskapet kring Trekanten.

## Norsborgs vattenverk och huvudvattenledningen

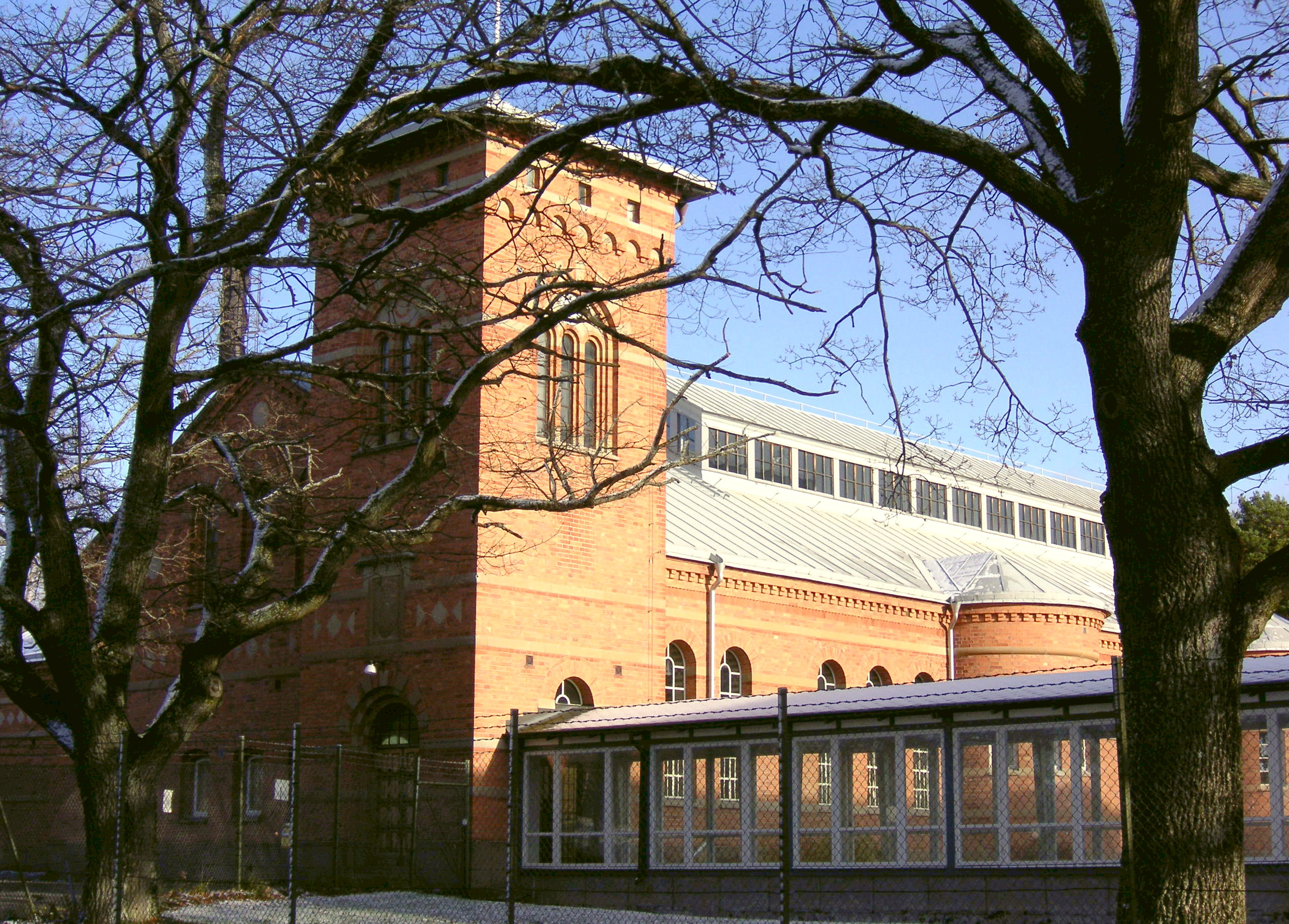
Maskinhallen till Norsborgsverket

När Norsborgsverket stod klart var huvudledningen till staden inte fullbordad och Trekantsreservoaren inte rengjord från byggsmuts. Ändå invigde kung Oscar II det västra verket i Norsborg den 6 oktober 1904. Man tog då vattnet från Bornsjön, som staden hade köpt kring sekelskiftet 1900, och från närliggande grundvattenbrunnar. 
Arbeten med huvudledningen från Norsborg började 1902 och avslutades 1904. Ledningen var av gjutjärn och en dimension av 40 tum (1.016mm). Några år senare lades ytterligare en ledning med diameter på 700 millimeter parallellt med den första. Ledningarna drogs förbi Botkyrka kyrka och Fittja under sundet mellan Albysjön och Vårbyfjärden, genom Vårby gård, Segeltorp, Herrängen och Midsommarkransen till Nybohovs vattenreservoar vid sjön Trekanten i Gröndal. Ledningen följer, med några få undantag, sträckningen av Gamla Södertäljevägen.
Längs vägen fanns flera kontrollstationer med avstängningsventiler som vid Fittja bro och vid Häradsvägen i Segeltorp. Fronterna av dessa är formgivna som ett litet hus och utförda i granit. Några av de ursprungliga kontrollstationerna finns ännu kvar, de är numrerade och de i Fittja bär nummer 5 och 6 och den i Segeltorp har nummer 10. Det var således rätt många sådana stationer på sträckan från Norsborgs vattenverk till reservoaren vid Trekanten.
Trekantsreservoarens vattentorn uppfördes i röd granit efter ritningar av arkitekt Erik Josephson, som även var arkitekt för Norsborgs vattenverk och andra mindre byggnader längs vattenledningen.

## Bilder
Trekantsreservoarens torn från 1903.

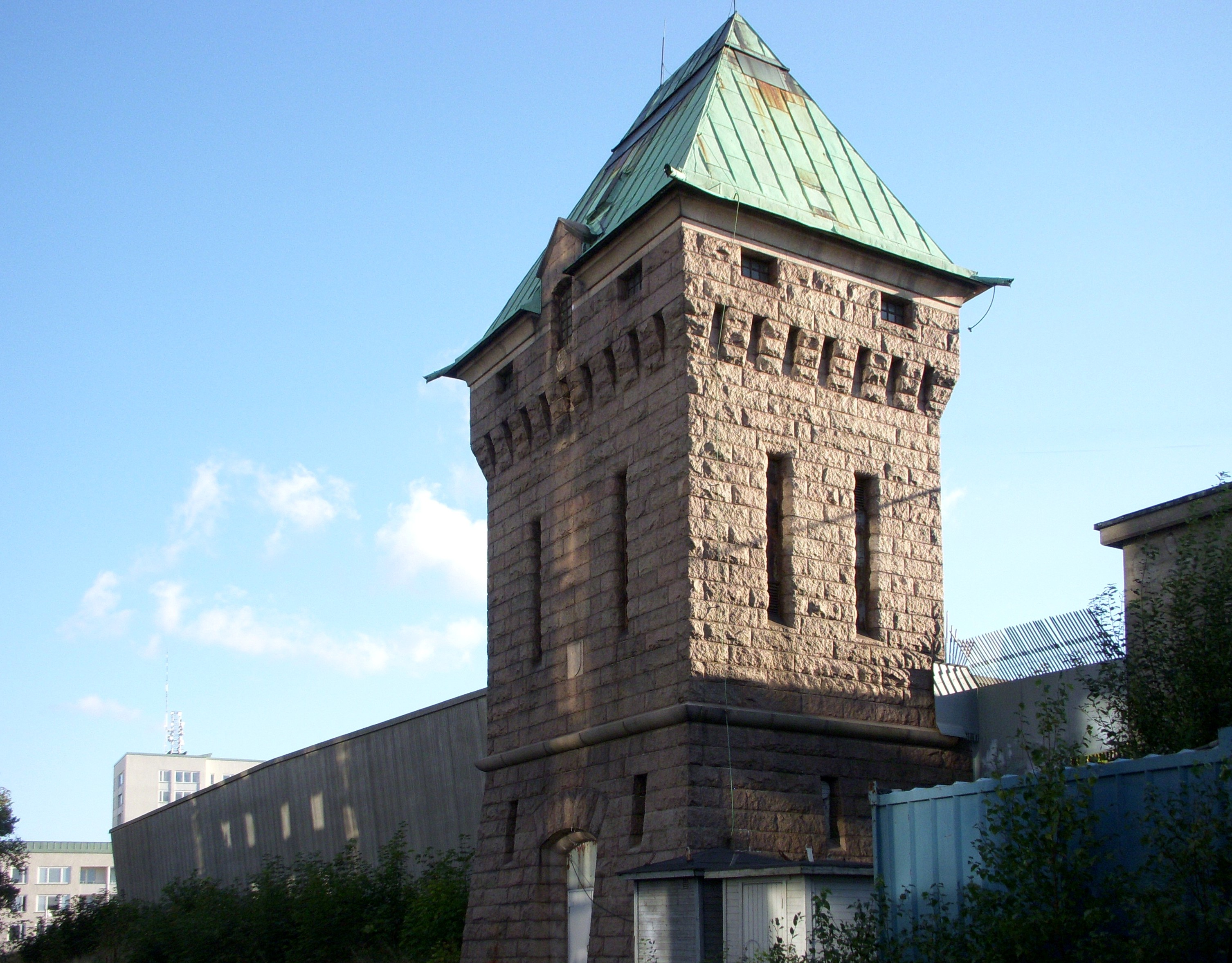
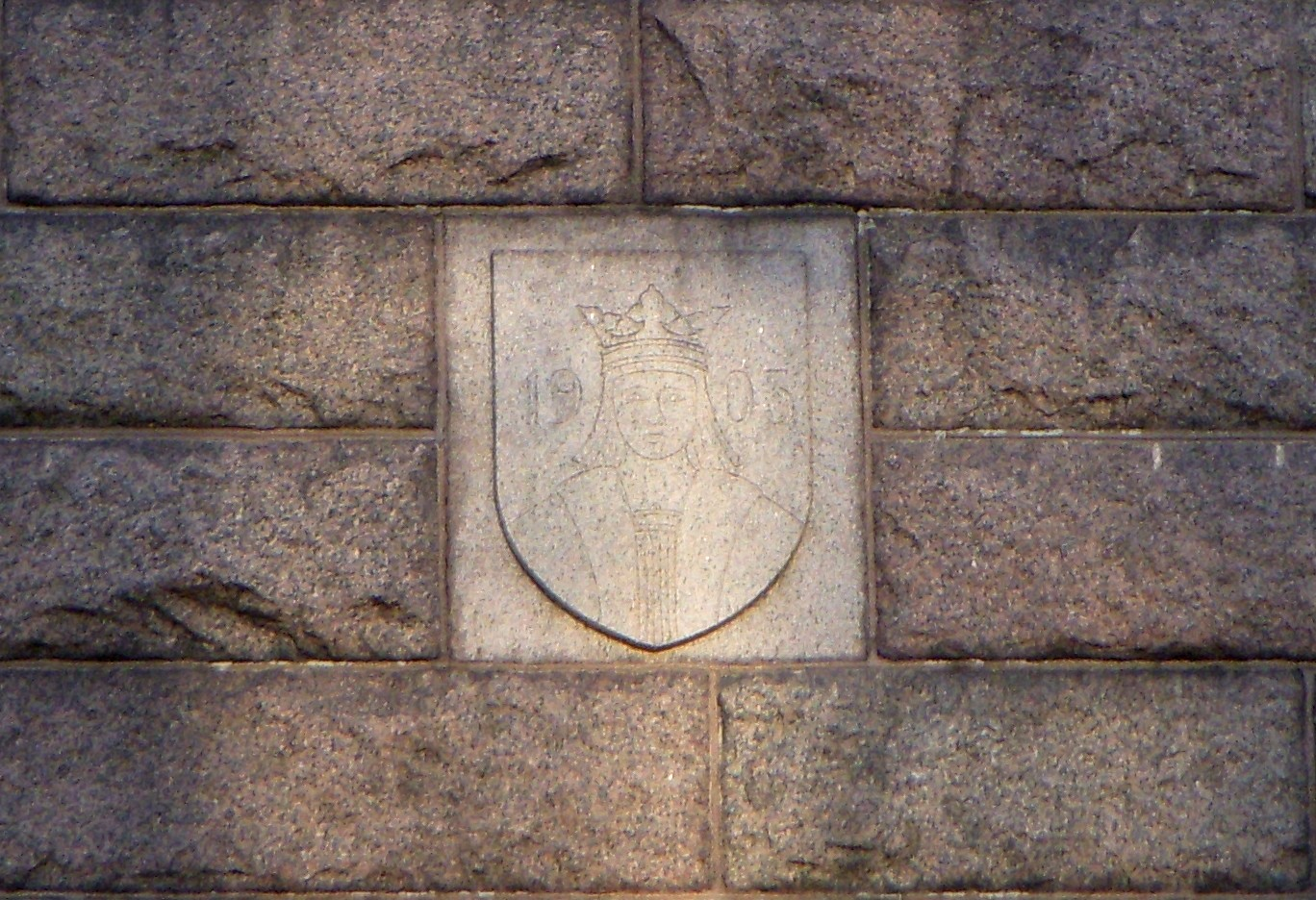
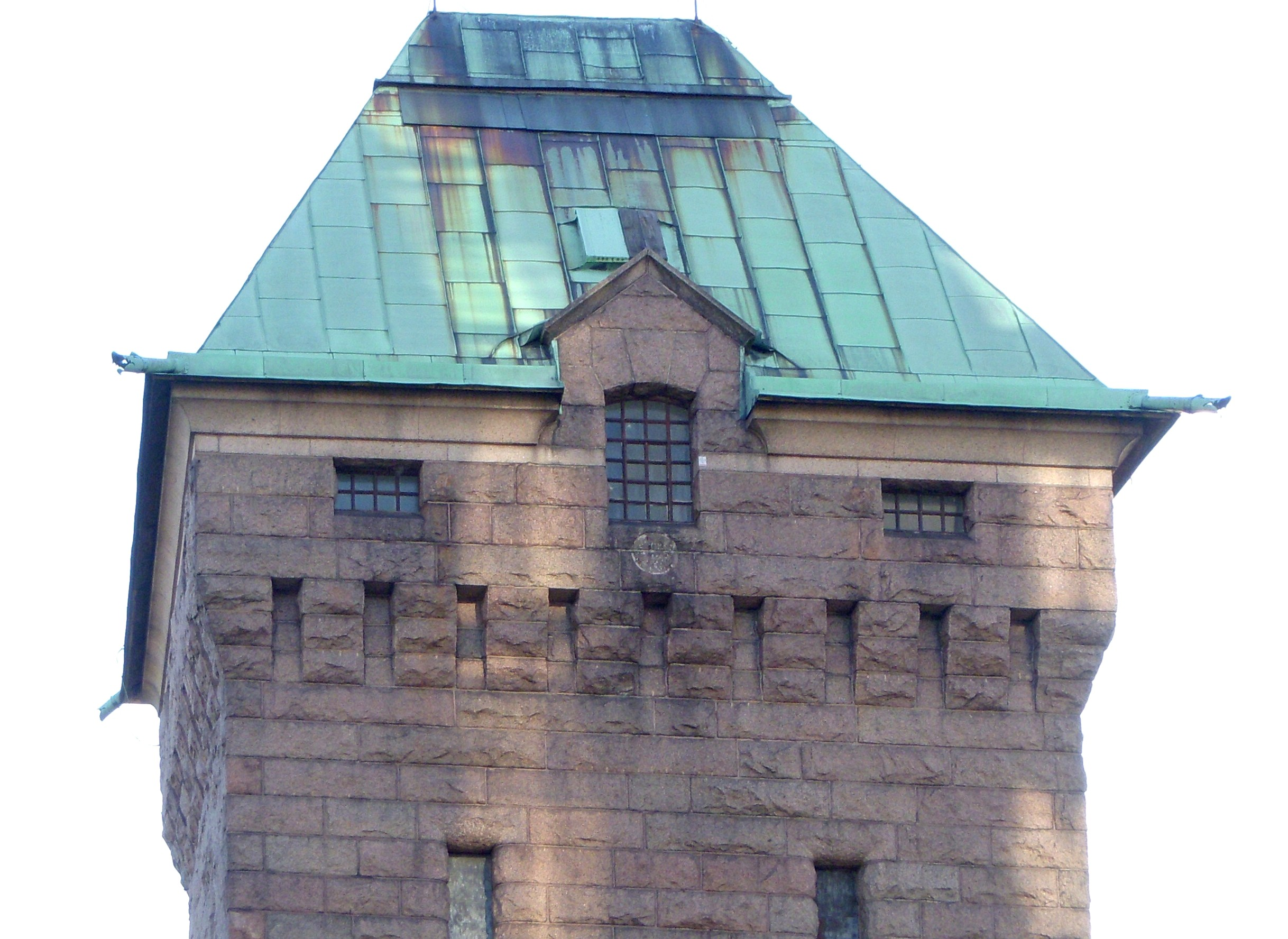
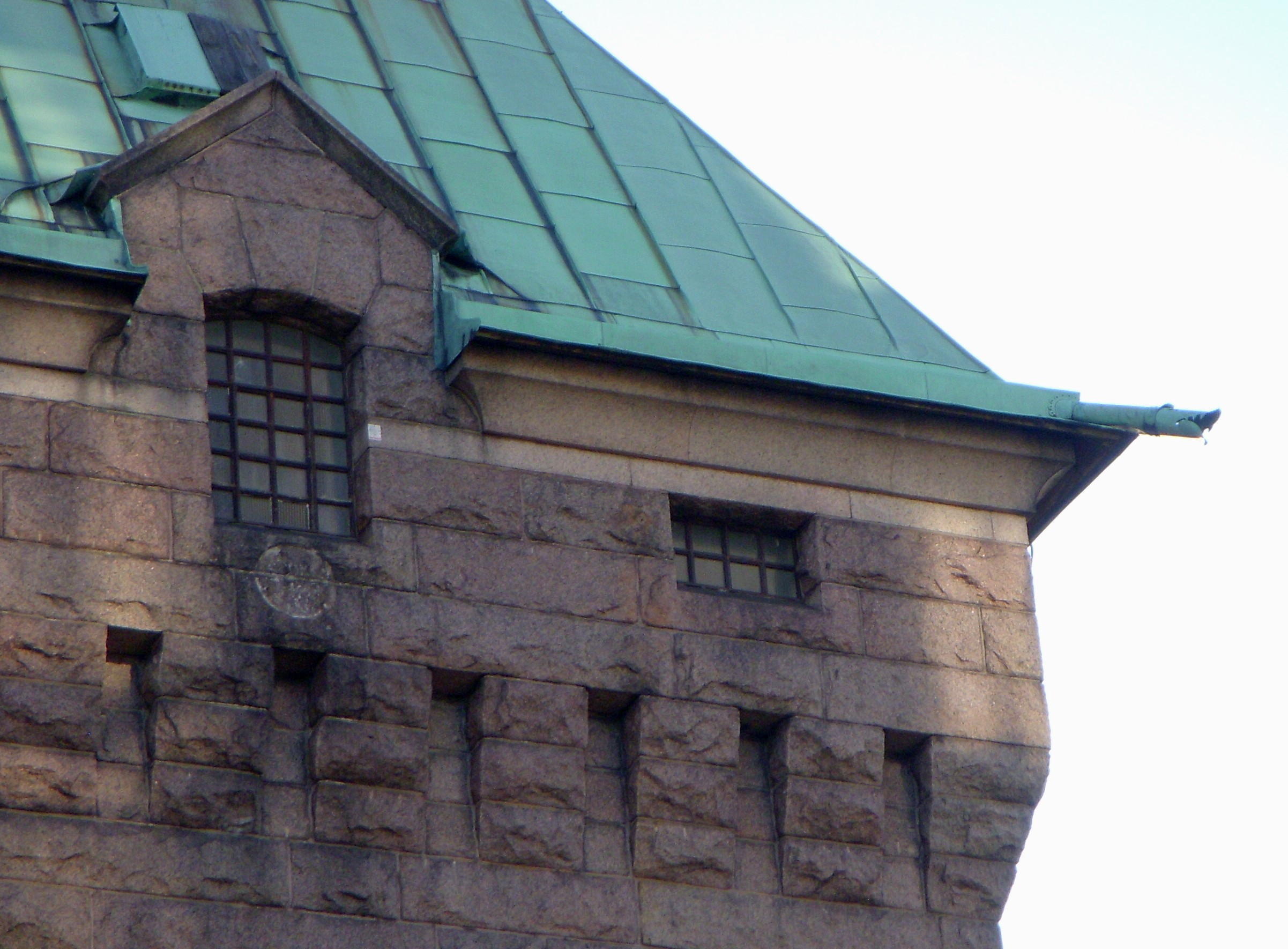